# Vragender
Vragender est un village situé dans la commune néerlandaise d'Oost Gelre, dans la province de Gueldre.